# (7536) Fahrenheit
(7536) Fahrenheit est un astéroïde de la ceinture principale.

## Description
(7536) Fahrenheit est un astéroïde de la ceinture principale. Il fut découvert par Yoshisada Shimizu et Takeshi Urata le 21 novembre 1995 à l'observatoire de Nachikatsuura. Il présente une orbite caractérisée par un demi-grand axe de 2,848 UA, une excentricité de 0,153 et une inclinaison de 12,619° par rapport à l'écliptique.
Il fut nommé en hommage au physicien allemand Daniel Gabriel Fahrenheit.

## Compléments